# Hipódromo de San Fernando
El Hipódromo de San Fernando  fue un recinto ubicado  donde actualmente está la Central Mayorista en el municipio de Itagüí, Por las mañanas se jugaban partidos de fútbol y por las tardes se hacían Carreras de Caballos, albergo de local al Atlético Municipal, Huracán de Medellín y al Medellín F.BC hasta la inauguración del estadio Atanasio Girardot en 1953.

## Historia
El hipódromo fue construido en 1942, en 1944 se estrenó un campo de fútbol en el hipódromo.
El 15 de agosto de 1948 a las 11:00 a. m. en este recinto inició el primer partido de Fútbol Profesional Colombiano donde Atlético Municipal derrotó por 2-0 a la Universidad Nacional, Rafael Serna a los 15 minutos anotó de penalti el primer gol de la historia del Fútbol Profesional Colombiano.
Albergo los partidos de local de los 3 equipos antioqueños (Medellín, Municipal y Huracán) hasta la construcción del actual estadio Atanasio Girardot en 1953. 
El escenario dejó de funcionar como Hipódromo en 1960, y en 1971 se construyó sobre los terrenos del lugar la Central Mayorista de Antioquia